# Mauri Mines
Maurizio Minestroni, in arte Mauri Mines (Fano, 19 agosto 1966), è un cantautore, musicista e produttore discografico italiano.

## Biografia
Inizia la sua attività artistica attorno alla metà degli anni ottanta con "Les Antipop", duo cabarettistico formato con l'attore Mauro Negri.
Negli anni novanta abbandona il duo e, durante una lunga gavetta di musicista itinerante in Francia e in Italia, sperimenta linguaggi alternativi nell'ambito della canzone d'autore maturando e perfezionando al contempo la propria tecnica musicale (canto, tastiere, chitarra e fisarmonica)
Nei primi anni 2000 si stabilisce a Recanati, ed inizia ad occuparsi prevalentemente di produzioni musicali nel suo studio di registrazione; come arrangiatore e tecnico del suono cura numerose produzioni per band indipendenti, cantautori e case editrici; pubblica tramite l'editoria scolastica, moltissime canzoni per l'insegnamento delle lingue straniere.
Nel 2006 il suo terzo album Di bar in bar viene infatti pubblicato e distribuito da Universal Music Italia.
È artefice di hit radiofoniche quali Per diventare gay, lanciata da Fiorello e Marco Baldini su Viva Radio 2 ed è per due volte vincitore del festival di Musicultura.

## Discografia
- 1994 - L'estraneo (ed.ph Music Worx Srl)
- 2006 - Di bar in bar (ed.Universal music Italia)
- 2008 - Lo zodiaco di Remotti (ed.ConcertOne/Edel music)
- 2009 - No hits (ed.Ideasuoni)
- 2015 - Pop anti Pop (ed.Incipit/Egea music)